# Standard Telefon og Kabelfabrik
Standard Telefon og Kabelfabrik A/S (STK) var ett norskt tillverkningsföretag på Økern i Oslo som var en av stadens största industriarbetsplatser.  
Bolaget grundades år 1915 som Skandinaviske Kabel- og Gummifabrikker på ett område i östra delen av Akers kommun som tidigare hade varit jordbruksmark och anslöts till järnvägsnätet. År 1930 övertogs företaget av ITT och fyra år senare bytte det namn till Standard Telefon og Kabelfabrik.

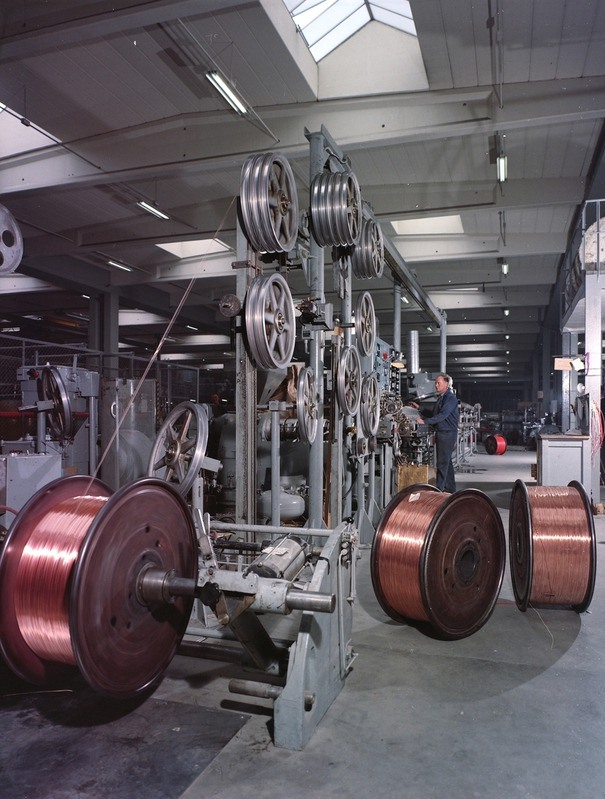
Kabeltillverkningen, 1965.

År 1935 hade företaget 54 anställda. Det utvidgades successivt och på 1970-talet hade STK omkring 4 000 anställda. Arbetarna transporterades till fabriken med bussar som kördes i
Oslos spårvägs regi. Busstrafiken pågick från 1948 till  tunnelbanan invigdes år 1966.
STK tillverkade främst automatiska telefonväxlar till norska Televerket men också konsumentprodukter som kylskåp, radio- och TV-apparater.
År 1972 byggdes en fabrik i Rognan och två år senare byggdes en fabrik för högspänningskablar i Halden.
År 1987 sålde ITT aktierna i STK  
till Alcatel. Kabelproduktionen i Oslo lades ned år 1992 och år 2000 avknoppade Alcatel sin kabelverksamhet till det nybildade företaget Nexans.